# Plácida Espinoza
Plácida Espinoza Mamani (Chachacomani, Bolivia, 5 de octubre de 1948) es una educadora, política y sindicalista boliviana  aimara. Fue senadora de Bolivia por el Departamento de Oruro del 2015 al 2020 como miembro del partido Movimiento al Socialismo. Destacó por ser una de las parlamentarias de mayor edad en una legislatura históricamente joven al ser una de los pocos legisladores que nacieron antes de la Revolución del 52.
Nació en una comunidad indígena rural en el centro de la Provincia de Carangas, Departamento de Oruro. Inició su carrera profesional en la educación, ejerciendo como maestra y luego directora de una escuela. En esa época Espinoza comenzó a participar en los sindicatos de su región y siendo miembro de los sindicatos de trabajadores en general antes de unirse a la Confederación Nacional de Mujeres Campesinas Indígenas Originarias de Bolivia - Bartolina Sisa.
Espinoza empezó a ocupar posiciones de autoridad tradicional en un tiempo en el que esos puestos comenzaron a recuperar su importancia dentro de la sociedad nativa. A través de su matrimonio con un líder indígena local, asumió títulos de estatus local y regional, ya sea en un aillu, un marka o un suyu. Esto, además de su participación en el movimiento sindical, le abrió las puertas a la política, dada la alianza orgánica formada entre las organizaciones sindicales, campesinas e indígenas con el Movimiento al Socialismo. En 2014, Espinoza fue electa como senadora por este partido.

## Inicios y carrera

### Inicios y educación
Plácida Espinoza nació el 5 de octubre de 1948 en Chachacomani, un pequeño pueblo ubicado al norte del altiplano del centro de Oruro. El pueblo, según la cultura tradicional aymará, está situado en el aillu Mallcunaca, parte del marka Corque, en el suyu de Jach'a Karangas, una región que coincide aproximadamente con los límites de la provincia de Carangas en Oruro.
A pesar de que se crio en la pobreza rural en una época en la que se existía una exclusión social de las mujeres, Espinoza logró obtener una educación en donde pudo progresar académicamente. Completó la educación primaria en la Unidad Educativa Aniceto Arce e inició la educación secundaria en la Unidad Educativa José Trifiro de la localidad de Corque antes de mudarse a Oruro, en donde continuó sus estudios secundarios en la Unidad Educativa Marcos Beltrán Ávila y posteriormente en el Liceo Antofagasta. Más adelante, Espinoza se mudó a Sucre en donde se graduó como docente en la Escuela Nacional de Maestros Mariscal Sucre. Además, obtuvo un posgrado en educación del Instituto Superior de Educación Rural en Tarija e hizo cursos de especialización en cobertura de medios de comunicación en la Universidad Católica de Tiwanaku en La Paz.
Al regresar a Corque, Espinoza trabajó como profesora en la escuela primaria a la que había asistido cuando era joven, la Unidad Educativa Aniceto Arce, y que más adelante también trabajó allí mismo como su directora. Ella además enseñó en la Unidad Educativa Hijos del Sol en Oruro. El trabajo de Espinoza en la educación le llevó a la carrera en el servicio civil, por el que trabajó como agente municipal y como miembro de la junta escolar de aillu Mallcunaca de Corque. Fue presidenta del Consejo Educacional Aymara de La Paz a principios de la década de 2000.

### Actividad sindical y liderazgo indígena

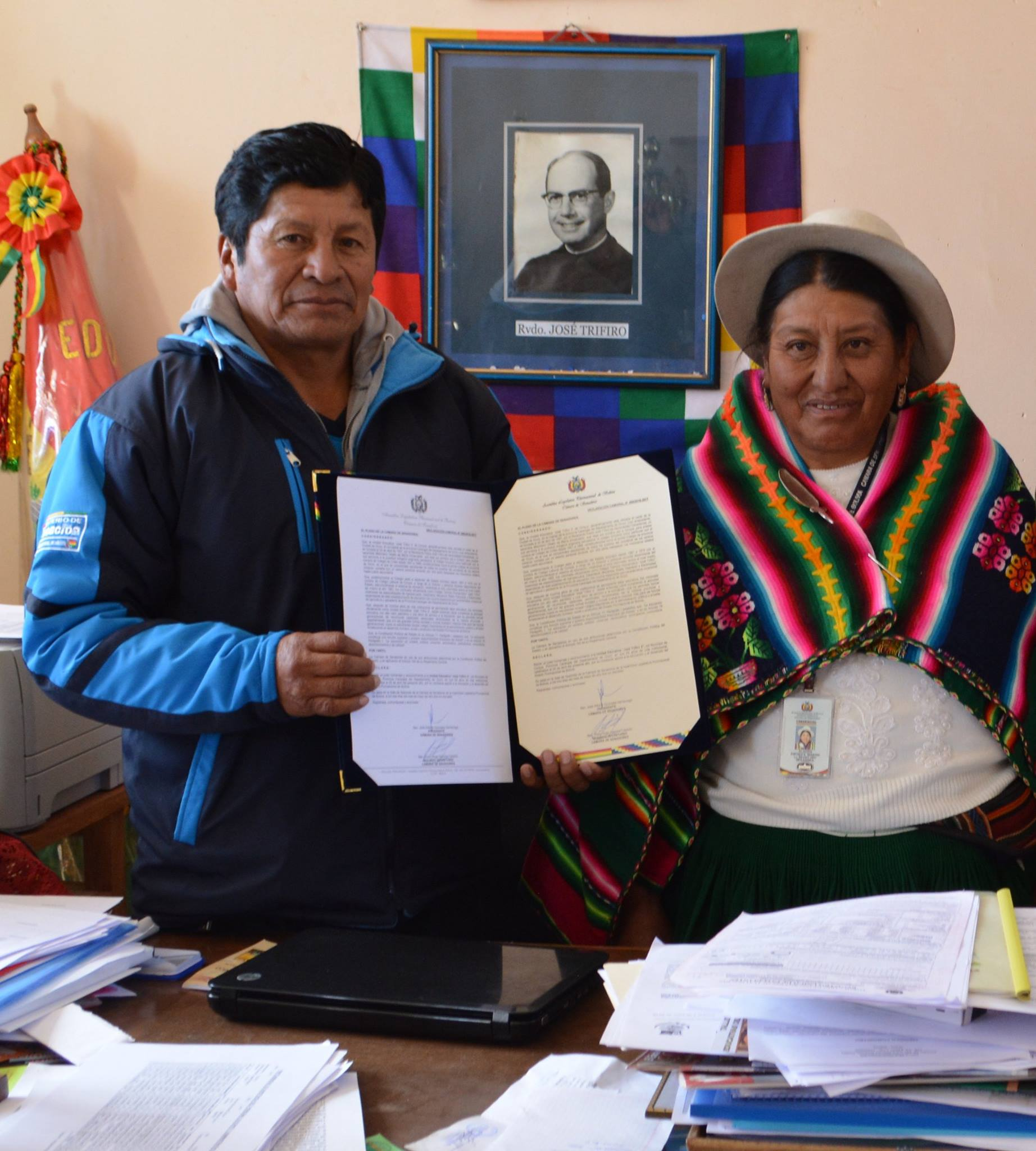
Conmemorando la Unidad Educativa José Trifiro en Corque

Cerca del cambio de siglo, Espinoza comenzó a desempeñar un papel más activo en las organizaciones sindicales de su región, los que estaban comenzando a promover el ingreso de las mujeres y el campesinado a sus filas. Se desempeñó como secretaria de Pueblos Originarios de la Federación Sindical Única de Trabajadores Campesinos de Oruro entre 1992 y 1994, además de ser miembro del Directorio de la Central Provincial Carangas de la Provincia Carangas en Oruro entre 1993 y 1994. Posteriormente se unió a la Confederación Nacional de Mujeres Campesinas Indígenas Originarias de Bolivia - Bartolina Sisa, en donde se desempeñó como secretaria de relaciones internacionales. En 2010 Espinoza fundó su propia subsidiaria de la organización en el municipio de Ravelo de la Provincia de Chayanta, ejerciendo en ese tiempo la vicepresidencia de la Asamblea Estatuyente de la Carta Orgánica de este municipio entre 2010 y 2012.
Durante esta época, Espinoza también asumió cargos de autoridad tradicional dentro de su comunidad aymara, lo que reflejó la revaluación de las costumbres indígenas que estaba comenzando a tener lugar durante este período. En 1984, ella alcanzó el puesto de corregidora auxiliar del aillu Mallcunaca del corque Marka, asistiendo al líder político más importante dentro de los aillus. Sin embargo, sus cargos indígenas más importantes los alcanzó a través de su matrimonio con Luciano Álvarez Galván, un líder tradicional local. Espinoza siguió el ascenso de Álvarez a través de las filas del liderazgo aymara, comenzando con el título de mama awatiri del aillu Mallcunaca antes de convertirse más adelante en mama t'alla del corque Marka entre 2012 y 2013, para finalmente llegar a ser apu mama t'alla del suyu Jach'a Karangas de 2013 a 2015, títulos que indican la máxima autoridad indígena femenina dentro de la respectiva entidad política.

## Cámara de Senadores

### Elección
Hasta 2014 Espinoza estuvo activa proviendo el autogobierno de Corque a través de su conversión de una municipalidad a una entidad autónoma indígena. Con la alianza establecida entre grupos de defensa indígena y del campesinado con el partido político oficialista Movimiento al Socialismo (MAS-IPSP) se le presentó una oportunidad para competir en las elecciones generales de ese año. Fue candidata al Senado y, a pesar de estar ubicada en una posición poco ventajosa al fondo de la lista del partido, resultó ser electa ya que su partido obtuvo en ese período electoral la mayoría absoluta de la sección del parlamento correspondiente a Oruro.

### Actividad parlamentaria
Espinoza tomó juramento a comienzos de 2015. Se unió a otras nóveles legisladoras para componer la bancada de mujeres rurales e indígenas electas más grande de la historia de Bolivia. En esta legislatura Espinoza destacó por ser una de las miembros más viejas del Senado, en ese entonces conformado por un alto número de legisladores jóvenes, ya que fue una de los pocos que nació antes de la revolución de 1952. Su mandato se centró principalmente en los derechos de los pueblos indígenas, tanto a través de la obtención de su autonomía política, conservación de sus bienes culturales, o a través de la promoción del folclore y las tradiciones históricas. Al final de su mandato, Espinoza no fue nominada para la reelección, lo cual reflejaba la falta de interés en el MAS de desarrollar carreras políticas extensas para los legisladores electos por el partido, prefiriendo en su lugar la incorporación de nuevas caras en el parlamento.

### Trabajo en comisiones

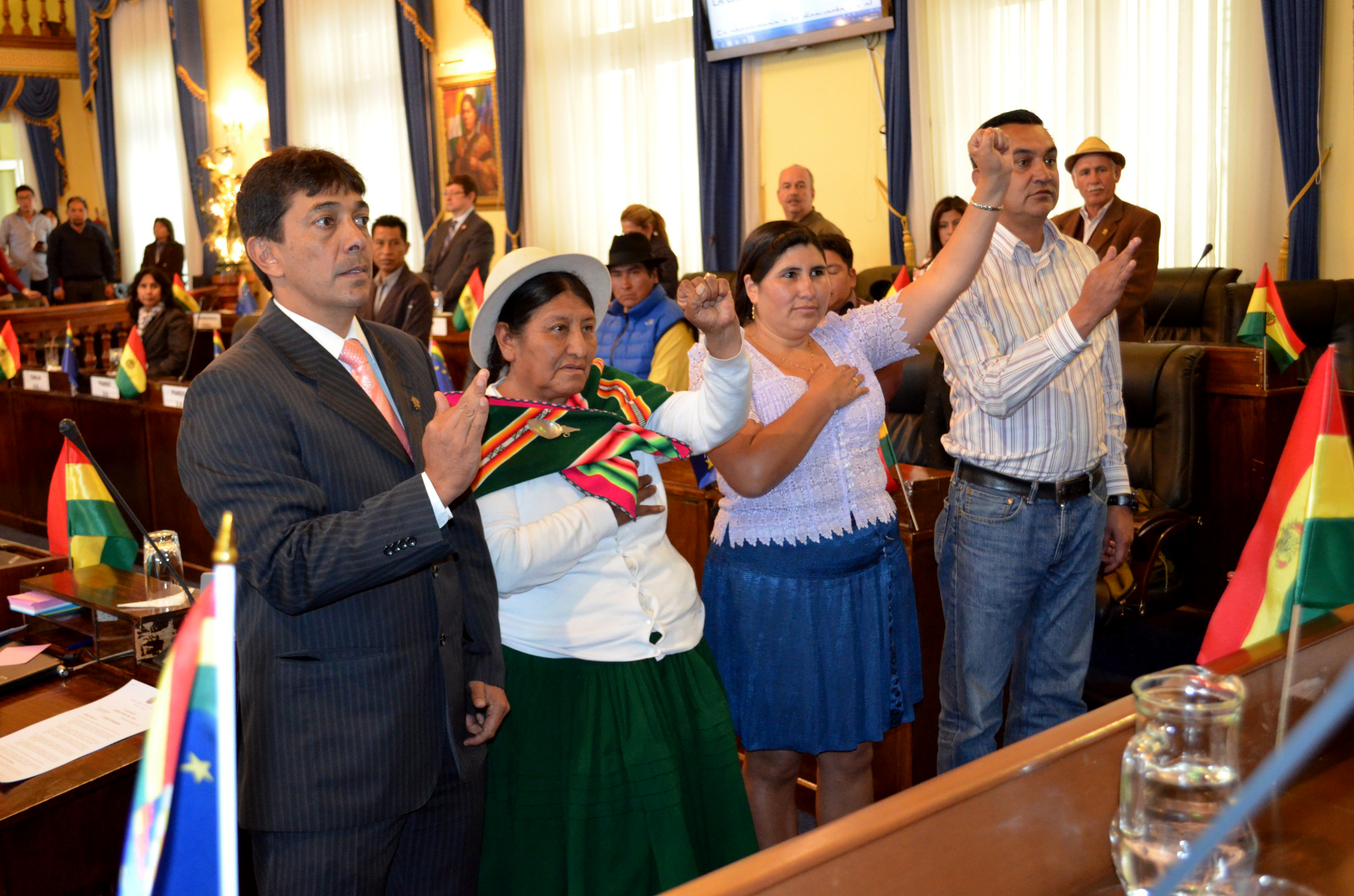
Espinoza en el juramento ante la Comisión de Ética y Transparencia del Senado de Bolivia

- Comisión de seguridad del estado, fuerzas armadas y policía boliviana (presidente: 2019-2020)[21]
  - Comité de seguridad del estado y lucha contra el tráfico de drogas (secretaria: 2019)[22]
- Comisión de organización territorial del estado y autonomías
  - Comité de autonomías departamentales (secretaria: 2017-2018)[23]
- Comisión de economía plural, producción, industria e industrialización (presidente: 2020)[24]
- Comisión de naciones y pueblos indígena originario campesinos e interculturalidad
  - Comité de naciones y pueblos indígena originario campesinos (secretaria: 2015-2016)[25]
- Comisión de política internacional
  - Comité de relaciones económicas internacionales (secretaria: 2018-2019)[26]
- Comisión de tierra y territorio, recursos naturales y medio ambiente (presidente: 2016-2017)[27]
- Comisión de ética y transparencia (2016-2017)[28]

## Historia electoral
| Año                                                       | Cargo    | Partido | Partido                  | Votos   | Votos  | Votos | Resultado | Ref.         |
| Año                                                       | Cargo    | Partido | Partido                  | Total   | %      | P.    | Resultado | Ref.         |
| --------------------------------------------------------- | -------- | ------- | ------------------------ | ------- | ------ | ----- | --------- | ------------ |
| 2014                                                      | Senadora |         | Movimiento al Socialismo | 166 360 | 66,42% | 1°    | Electa    | [ 29 ] [ c ] |
| Fuente: Órgano Electoral Plurinacional \| Atlas Electoral |          |         |                          |         |        |       |           |              |

## Publicaciones
- Espinoza Mamani, Plácida (2003). Proceso Histórico de la Educación Boliviana: Interculturalidad, Identidad, Cultura. La Paz: CEA.